# Front d'onde
Pour les articles homonymes, voir onde (homonymie).

Les fronts d'onde d'une onde plane sont des plans.

Une lentille peut changer la forme du front d'onde : ici, les plans d'une onde plane deviennent des sphères, caractéristique d'une onde sphérique.

Le front d'onde ou la surface d'onde est une surface d'égale phase d'une onde, c'est-à-dire que ces points ont mis le même temps de parcours depuis la source. Le concept est utilisé pour décrire la propagation des ondes comme le son ou le rayonnement électromagnétique (lumière, onde radio, etc.). Dans un milieu homogène et isotrope, dans lequel les ondes se propagent sans déformation, on distingue deux types d'ondes particulières selon que les fronts d'ondes sont des sphères (onde sphérique) ou des plans (onde plane). En théorie de la diffraction, le principe de Huygens-Fresnel énonce qu'en aval d'un front d'onde, l'onde reçue peut être considérée comme résultant d'ondes sphériques émises par chacun des points dudit front. En interférométrie, la distance entre fronts d'onde entre généralement dans le calcul de la différence de marche.

## Principaux types de front d'onde
Le front d'onde évolue dans l'espace à la vitesse de propagation de l'onde dans une direction normale à la surface. On peut distinguer deux principaux types de fronts d'onde : les plans et les sphères. Les premiers sont caractéristiques d'une onde plane, et les seconds d'une onde sphérique.
La forme du front d'onde dépend de plusieurs facteurs, comme le type et la forme de la source, la transmission de milieu, et la direction de propagation. Dans le cas d'un milieu transparent, homogène et isotrope, l'onde se propage sans être perturbée, le front d'onde reste alors inchangé.

## Exemple
- Onde 3D : Le front d'onde du son est l'aire d'une sphère soit {\displaystyle \operatorname {A} ={4}\pi {R}^{2}}.
- Onde 2D : Le front d'une onde créée par un caillou dans une flaque est le périmètre d'un cercle : {\displaystyle \operatorname {P} ={2}\pi {R}}.
- Onde 1D : Le front d'onde d'une corde oscillant est ramené à un point.

### Déflagration d'une bombe
La déflagration d'une bombe (atomique par exemple) a une force destructrice qui diminue selon les deux facteurs suivants :
- le chemin parcouru depuis le point d'origine de l'explosion
- les obstacles rencontrés (bâtiments, etc.)

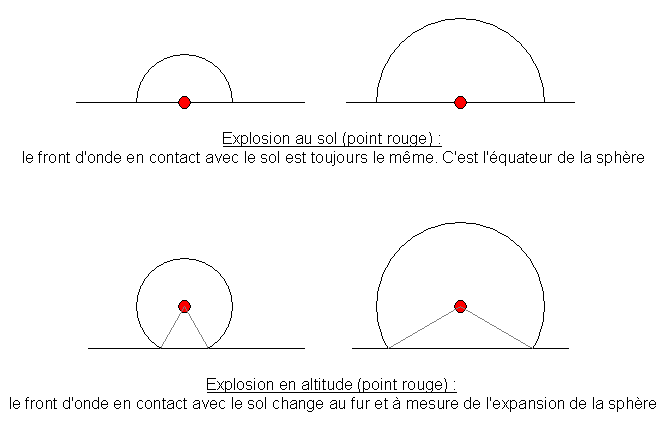
Comparaison du front d'onde d'une explosion au sol et en altitude

C'est pour cette raison que les explosions des bombes nucléaires d'Hiroshima et Nagasaki ont été déclenchées à quelques centaines de mètres du sol.
En effet, si la bombe explose au niveau du sol, le front d'onde qui va avoir des conséquences destructrices n'est formé que de l'équateur de la sphère grandissante. Ainsi, la force de ce front va être rapidement atténuée par les obstacles rencontrés.
En revanche, en explosant au-dessus du niveau du sol, le front d'onde qui rencontre le sol n'est jamais le même, il est en permanence renouvelé lors de l'expansion de la sphère, ce qui assure une énergie de destruction maximale.